# 劉金標
劉 金標（りゅう きんひょう、リウ・ジンビャオ、英語名：キング・リュー、1934年7月2日 - ）は台湾の実業家。台湾を拠点とする大手自転車メーカージャイアント・マニュファクチャリング（捷安特、巨大集団）の創業者で元董事長。

## 人物

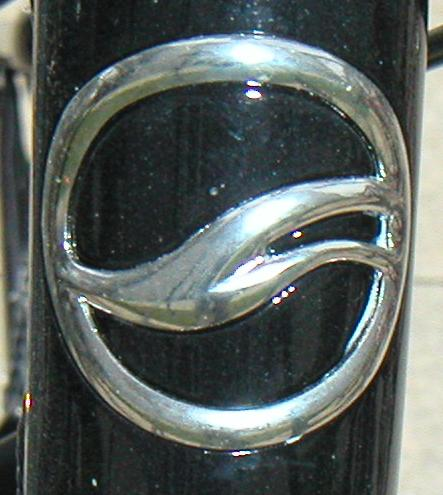
ジャイアント社ロゴ

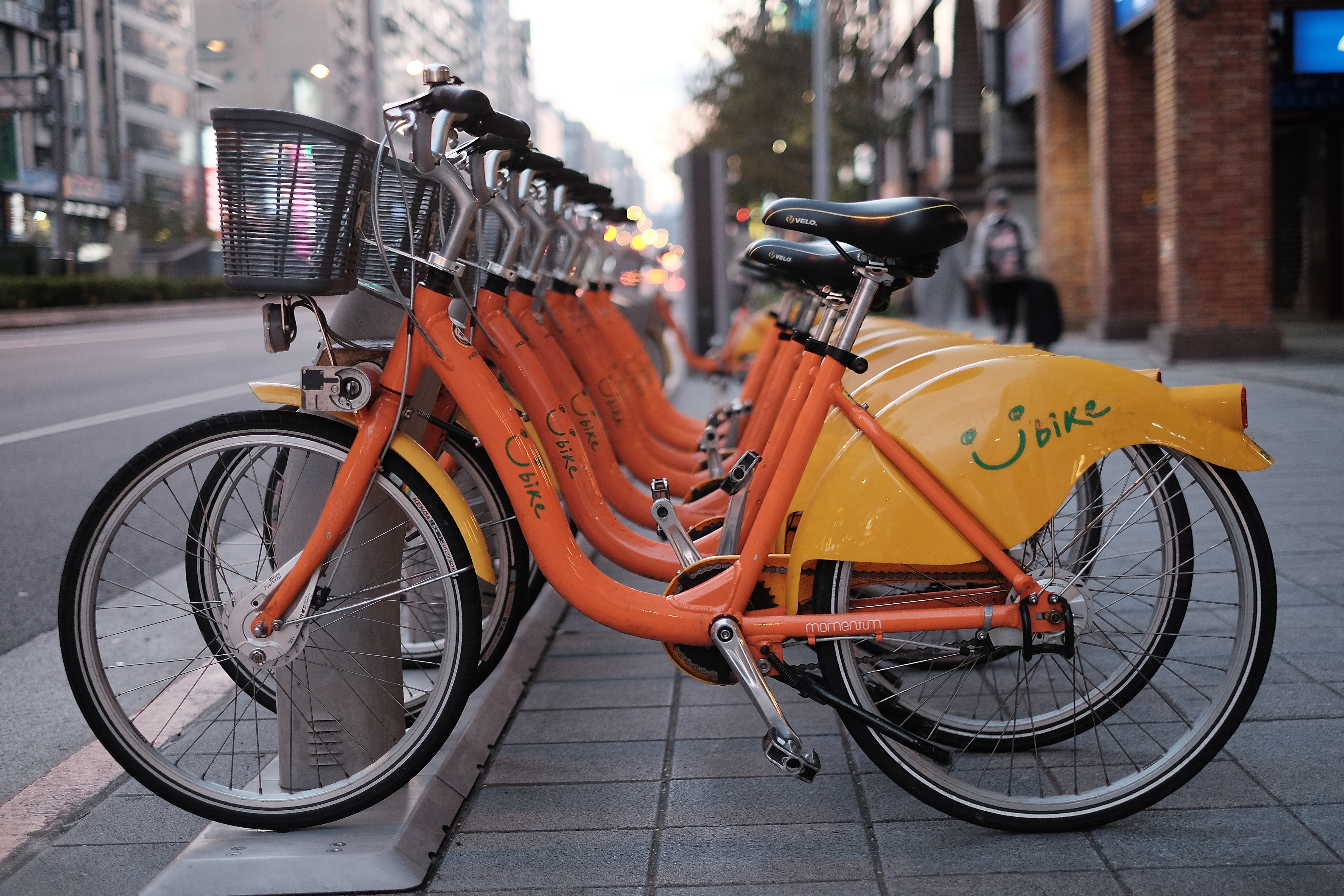
公共自転車レンタルシステム「YouBike」

日本統治時代の台中州沙鹿庄（現在の台中市沙鹿区）に生まれる。省立台中第二中学（現在の台中市立台中第二高級中等学校）初等科を経て、台中高級工業学校機械科を卒業後、ウナギの養殖業を興すなど幾度となく起業するも失敗続きだったが、1972年にジャイアント（巨大機械工業公司）を設立。翌年、当時25歳だった商社マンの羅祥安（トニー・ロー）を迎え入れた。劉は董事長として経営や開発を、羅は総経理・CEOとしてマーケティング、営業を担当した。何度かの経営危機に瀕するも劉と羅の二人三脚でジャイアントとグループの巨大集団の事業規模、およびそのブランド（捷安特）を文字通りの世界的な巨大なものに育て上げた。
自転車を産業面、経営面として看るだけでなく、レジャーとしての普及活動にも熱心であり、1989年に「財団法人捷安特体育基金会」（現在の自行車新文化基金会）を設立し社会貢献を本格化させた。台湾初の大規模公共レンタサイクルシステム「YouBike」の拡大にも貢献し、特に原付の利用率が高い台湾で日常生活上でも自転車利用を広めた。台湾国民からは親しみをこめて「標哥」（標お兄さん）と呼ばれている。
2005年、米国のディスカバリー・チャンネルが行政院新聞局と共同制作したドキュメンタリー番組「台湾人物誌」6名の1人に選ばれた。

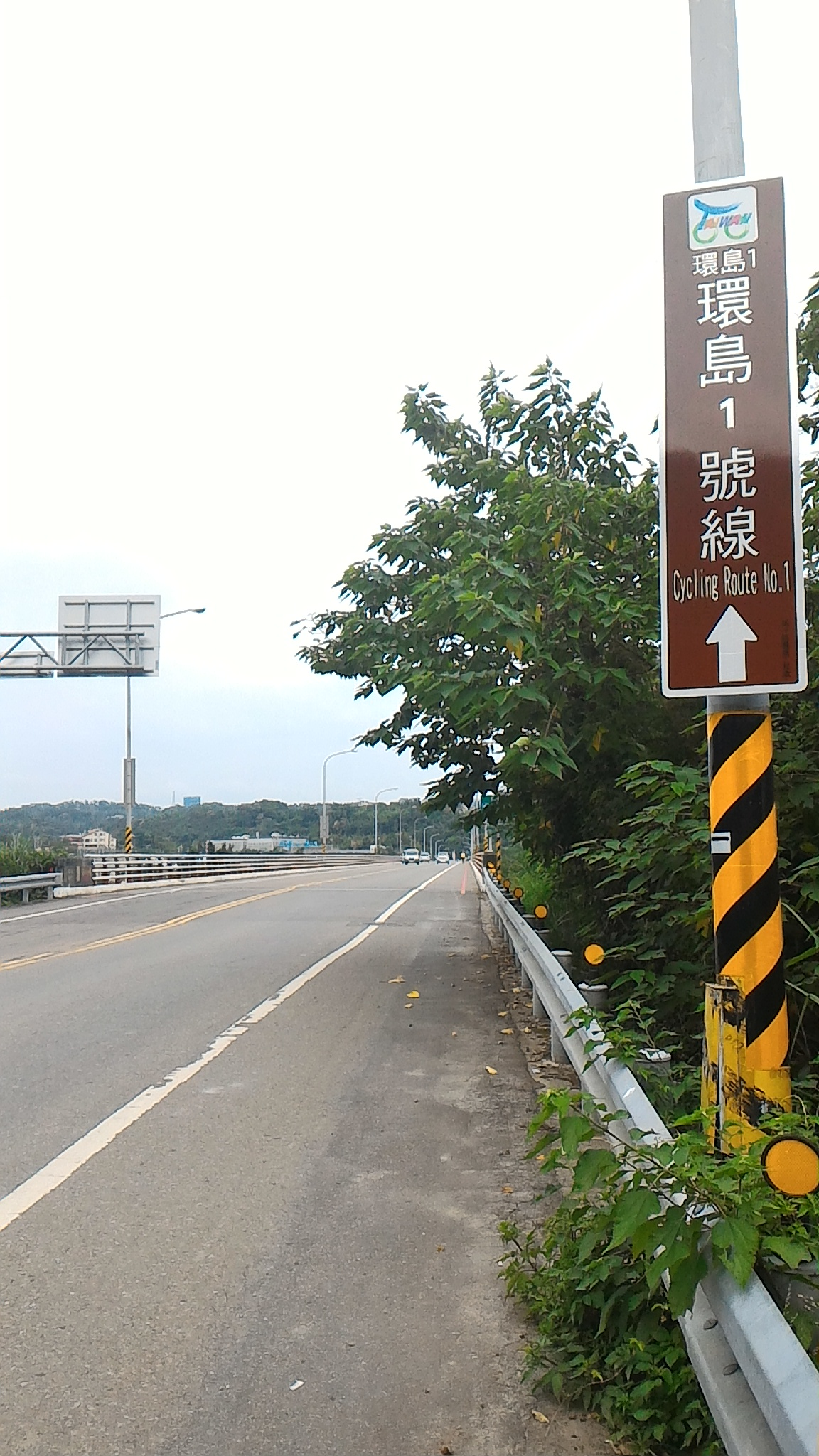
台湾島を1周する自転車道環島1号線

2007年、練習曲 (映画)に触発され、73歳時に自転車での環島（台湾本島一周927km）を15日間で達成。同年に行政院体育委員会（現教育部体育署）から体育運動精英奨（スポーツ・エリート・アワード）全民運動推展（国民スポーツ普及）部門を受章した。
その後自転車環島が国内外の旅行者に広まると、自社(巨大集団)傘下の捷安特旅行社（GIANT ADVENTURE）主催で毎年11月にチームで9日間かけて台湾を一周するイベント『台湾自行車節（Formosa900）』が開催するなど、ブームの高まりを後押しし、政府にも安全性を確保すべく標識や補給地点を完備した自転車道「環島1号線」の整備を働きかけて2015年に全線開通している。
2009年には、中華民国総統府資政（総統府顧問、無報酬）に就任し、馬英九・蔡英文両政権に助言。（2016年11月28日で離任。）
同年中国で北京 - 上海間1,668kmを集団ツアーながら5月9日 - 5月28日の20日間で完走する「京騎滬動」も達成している。
2010年の76歳時には6月14日からオランダ国内を5日間で500kmを走破するツアー「騎心荷力」も完走。
2014年、80歳時に二度目の台湾一周966kmを12日間で完走した。また、日本のしまなみ海道サイクリングイベント参加をきっかけに交流を深めた愛媛県知事と旧知の台中市長林佳龍を仲介し愛媛県と台中市の友好交流締結に繋がることになった。
2016年5月には滋賀県守山市で「ビワイチ」の一部を体験、滋賀県のサイクリング聖地化に助言を行った。同年末でジャイアントの会長職を長男の湧昌に譲り、羅とともに董事（取締役）に。（自行車新文化基金会の職は継続）
2017年11月、日本政府が発表した秋の外国人叙勲受章者発表で旭日中綬章を受章。

## その他
歌手・女優の侯湘婷は孫の妻。

### 財界人として
- 中華民国工商協進会（中国語版）常務監事[24]
- 中華民国全国商業総会（中国語版）理事（1997年[25]）

### 受章
- 雑誌『起業家』第八届「十大傑出企業家」（1992年）[26]
- 中華民国経済部工業局「工業精鋭奨」卓越創新成就奨部門（2008年）[27]
- 経済部工業局「国家品質奨」（2010年）[28]
- 亜洲大学名誉博士（2014年）[29]
- 社団法人中華民国企業経理協進会「国家卓越成就奨」（2015年）[30]

#### 勲章
- 旭日中綬章（2017年）
- 世界自転車デー特別生涯功労賞（Special Lifetime Achievement Award of World Bicycle Day:2022年）[31][32]

## 著書
- 『我的環台夢：劉金標的73歲自行車環島日記』（天下雑誌、2007年12月11日、ISBN 9789866759383）
- 『没有唯一，哪来第一』（商業周刊、2014年12月30日、 口述：劉金標、著：尤子彦、ISBN 9789866032783）